# Dinosaucers
Dinosaucers, conocida como Dinoplativolos en Latinoamérica y como Los Dinosaucers en España, es una serie animada de televisión originaria de Estados Unidos y Canadá. Fue creada por DIC Animation City, Inc. y originalmente emitida en Estados Unidos en el año 1987. Se hicieron 65 episodios en total.

## Argumento
Un grupo de dinosaurios evolucionados intergalácticos llamados Dinosaucers que viaja a la tierra desde su planeta de origen llamado Reptilón que se encuentra en la misma órbita de la tierra pero en el lado opuesto al sol, para buscar una solución debido que su planeta estaba a punto de ser destruido. 
Tras aterrizar en las afueras de una ciudad estadounidense, conocen a un grupo de adolescentes que será llamado el Dinoescuadrón Secreto que los ayudará; para ello, les otorgan anillos que les permiten intensificar temporalmente sus habilidades físicas y vehículos personales modificados con tecnología de su planeta. 
El problema reside en que fueron seguidos por un grupo llamado Tyrannos, que viene con el propósito de conquistar la tierra y sembrar el mal.

## Personajes

### Dinoescuadrón Secreto
Grupo de cuatro jóvenes humanos, tres chicos y una chica. Elegidos por los Dinosaucers para ser de ayuda en este planeta. Ellos son los únicos que conocen la existencia de los dinosaurios evolucionados y su lucha en la tierra.

#### Integrantes
- Ryan Spencer: El chico rubio de etnia caucásica. El gracioso, hermano de Sara.
- Sara Spencer: La chica rubia de etnia caucásica, lista y acróbata, hermana de Ryan.
- David (apellido desconocido/no se da): El chico de cabello negro de etnia caucásica. Intrépido y rebelde.
- Paul (apellido desconocido/no se da): El chico de etnia afrodescendiente. Inteligente y sensato.

#### Armas
- Anillos: Servían de intercomunicadores y, tras activarlos con un comando verbal, intensificaban temporalmente sus habilidades físicas.
- Motocicletas: Servían de transporte. Ryan tenía una motocicleta azul, David un deslizador aéreo rojo y Sara una cuadrimoto rosa.

### Dinosaucers
Grupo de ocho dinosaurios cuya misión es salvar a la Tierra de la amenaza de los Tyrannos, su base llamada "Lava Dome" y se encontraba en un volcán, en tanto que su nave nodriza tenía la forma de un Pterodáctilo gigante.

#### Integrantes
- Alo (Allo): Descendiente del Alosaurio. Líder de los Dinosaucers. Justo y noble. En Reptilon tenía una esposa llamada Vera, una hija llamada Alloeta, y un criado llamado Gatormaid
- Bronto Trueno o Bronto Tech (Bronto-Thunder): Descendiente del Apatosaurio (llamado también Brontosaurio). El fortachón y técnico del grupo. Tenía una novia en Reptilon llamada Patty Saurus
- Cuernito (Tricero): Descendiente del Triceratops. Técnico y expolicía en Reptilion.
- Demetrio (Dimetro): Descendiente del Dimetrodon. El intelectual, científico y asistente de Alo.
- Tortuguín (Stego): Descendiente del Estegosaurio. Se encargaba de pilotar la nave nodriza. Sufre ataque de pánico y suele ser un poco cobarde.
- Piquito (Ichy): Descendiente del Ictiosaurio. Único que podía respirar bajo el agua, podía comunicarse con criaturas marinas.
- Terry (Teryx): Descendiente del Arqueópterix. Única dinosauria de la serie, y la única de los dinosaucers que podía volar. Era ingeniera y estaba muy enamorada de piquitos.
- Babalú (Bonehead): Descendiente del Paquicefalosaurio. Su madre se llamaba Bonehilda quien era hermana de Alo y tenía un hermano menor llamado Numbskull (Nummy). Joven, ingenuo, fortachón pero un poco torpe. No tenía homólogo en el bando de los Tyrannos, aunque casi siempre trabaja a la par de Tortuguín.

#### Armas
- Dinoevolución: Les permitía transformarse en su versión primitiva.
- Desfosilizadores: Revertir el efecto de los fosilizadores de los Tyrannos.
- Naves de Combate: Cada una con la forma de su dueño. Excepto Teryx que no tenía.

### Tyrannos
Grupo de siete dinosaurios malignos que venían con el propósito de conquistar el mundo. Su base estaba en un lago pantanoso.

#### Integrantes
- Genghis Rex: Descendiente del Tiranosaurio. Líder de los Tyrannos. La maldad hecha dinosaurio. Sus padres gobiernan Reptilon, además tiene una hermana llamada Dei (Princesa Uy uy uy en la versión latina).
- Tráqueo (Brachio): Descendiente del Braquiosaurio. Bruto y fortachón. Era el homólogo de Bronto Tech.
- Espinaco (Styraco): Descendiente del Estiracosaurio, era el homólogo de Tricero. Su función era ser el técnico del grupo, es decir uno de los pocos con cerebro en el bando enemigo. En Reptilión fue un delincuente que vivía siendo encarcelado por Tricero, generando una cuestión personal.
- Narigón (Ankylo): Descendiente del Anquilosaurio, el tonto del grupo y perro faldero de Rex. Homólogo de Dimetro.
- Orni (Quackpot): Descendiente del Tracodón o Pico de Pato. Malintencionado, bromista y práctico. Homólogo de Stego.
- Pío (Plesio): Descendiente del Plesiosaurio. Era el explorador acuático. Astuto y disimulado. Era el homólogo de Ichy
- Tirano-Volátil (Terrible Dactyl): Descendiente del Pteranodon. Es el único de los Tyrannos que podía volar y homólogo de Teryx. Era el espía.

### Otros
- Mayor Cliffton: Humano, intentaba encontrar pruebas de que los dinosaurios existían.
- Princesa Dei: Hermana de Rex. Aparece en algunos episodios desarrollados en Reptilon.
- Atila Rex: Primo de Rex, es director de cine en Reptilón.

#### Armas
- Fosilizadores: Podían convertir en piedras a sus contrincantes.
- Rayo Desevolucionador: Les permitía transformarse en su versión primitiva pero con pérdida de inteligencia. Este rayo venía integrado en el fosilizador.
- Naves de Combate: Cada una con la forma de su dueño. Excepto Terrible Dactyl que no tenía.

## Episodios Realizados
| Número | Título Original                                            | Latinoamérica Title                         | España Título               | Crédito          | Fecha de emisión (América del Norte) | Fecha de emisión (Latinoamérica) | Fecha de emisión (España) |
| ------ | ---------------------------------------------------------- | ------------------------------------------- | --------------------------- | ---------------- | ------------------------------------ | -------------------------------- | ------------------------- |
| 1      | Dinosaur Valley                                            | El Valle de los Dinosaurios                 | El Valle de los Dinosaurios | Diane Duane      | 14 de septiembre, 1987               |                                  |                           |
| 2      | Take us Out to the Ballgame                                | El Dino-Juego de Base Ball                  | Llevanos al partido         | Michael E. Uslan | 15 de septiembre, 1987               |                                  |                           |
| 3      | Happy Egg Day to You                                       | Feliz Dino-Cumpleaños                       |                             | Diane Duane      | 16 de septiembre, 1987               |                                  |                           |
| 4      | Hooray for Hollywood                                       | Babalú y Tortuguín conocen Hollywood        |                             |                  |                                      |                                  |                           |
| 5      | Divide and Conquer                                         | El Dino-Paseo de Bronto                     |                             |                  |                                      |                                  |                           |
| 6      | A Real Super Hero                                          | Un Héroe de Verdad                          |                             |                  |                                      |                                  |                           |
| 7      | Burgers Up!                                                | Dino-Hamburguesas                           |                             |                  |                                      |                                  |                           |
| 8      | Be Prepared                                                | El Dino-Campamento                          |                             |                  |                                      |                                  |                           |
| 9      | That Shrinking Feeling                                     | Los Pequeños Dinoplatívolos                 |                             |                  |                                      |                                  |                           |
| 10     | Rockin' Reptiles                                           | Dino-Rock Pesado                            |                             |                  |                                      |                                  |                           |
| 11     | Sleeping Booty                                             | El Pequeño Dino-Bebé                        |                             |                  |                                      |                                  |                           |
| 12     | The First Snow                                             | La Primera Nevada                           |                             |                  |                                      |                                  |                           |
| 13     | Trick or Cheat                                             | El Dino-Truco                               |                             |                  |                                      |                                  |                           |
| 14     | Defective Defector                                         | El Tirano Afectuoso                         |                             |                  |                                      |                                  |                           |
| 15     | For The Love Of Teryx                                      | Un Tirano Enamorado                         |                             |                  |                                      |                                  |                           |
| 16     | A Man's Best Friend Is His Dogasaurus                      | Las Dino-Mascotas                           |                             |                  |                                      |                                  |                           |
| 17     | Carnivore In Rio                                           | Dino-Aventura en Río                        |                             |                  |                                      |                                  |                           |
| 18     | Frozen Fur Balls                                           | Los Dino-Peluchines Polizones               |                             |                  |                                      |                                  |                           |
| 19     | Hook, Line And Stinker                                     | El Dino-Tesoro de Pío                       |                             |                  |                                      |                                  |                           |
| 20     | The Prehistoric Purge                                      | La Fuerza Prehistórica                      |                             |                  |                                      |                                  |                           |
| 21     | The Truth About Dragons                                    | La Dinoverdad Sobre el Dragón               |                             |                  |                                      |                                  |                           |
| 22     | Chariots Of The Dinosaucers                                | Dinoaventura en Egipto                      |                             |                  |                                      |                                  |                           |
| 23     | Eggs Mark The Spot                                         | Los Dinoprimos de Volátil                   |                             |                  |                                      |                                  |                           |
| 24     | Mommy Dino-Dearest                                         | La Mamá de Babalú                           |                             | Brooks Wachtel   |                                      |                                  |                           |
| 25     | The Whale's Song                                           | El Dinocanto de las Ballenas                |                             |                  |                                      |                                  |                           |
| 26     | Inquiring Minds                                            | La Dinofotografía                           |                             |                  |                                      |                                  |                           |
| 27     | War Of The Worlds...II                                     | La Dinoguerra de los Mundos                 |                             |                  |                                      |                                  |                           |
| 28     | Beach Blanket Bonehead                                     | Un Dinodía Festivo                          |                             |                  |                                      |                                  |                           |
| 29     | The Bone Ranger And Bronto                                 | El Dinovaquero Solidario                    |                             |                  |                                      |                                  |                           |
| 30     | Cindersaurus                                               | La Dinocenicienta                           |                             |                  |                                      |                                  |                           |
| 31     | Trouble In Paradise                                        | Dinoproblemas con el Clima                  |                             |                  |                                      |                                  |                           |
| 32     | Monday Night Clawball                                      | El Dinojuego de Fútbol                      |                             |                  |                                      |                                  |                           |
| 33     | Age Of Aquariums                                           | La Dinofuga del Acuario                     |                             |                  |                                      |                                  |                           |
| 34     | Scents Of Wonder                                           | Dinoescencias para la Conquista             |                             |                  |                                      |                                  |                           |
| 35     | Fine-Feathered Friends                                     | Enfermedad Desconocida                      |                             |                  |                                      |                                  |                           |
| 36     | Allo & Cos-Stego Meet The Abominable Snowman               | El Abominable Hombre de las Dinonieves      |                             |                  |                                      |                                  |                           |
| 37     | The Quack-Up Of Quackpot                                   | El Dinodía de las Tiranobromas              |                             |                  |                                      |                                  |                           |
| 38     | It's An Archaeopteryx — It's A Plane — It's Thunder-Lizard | Es un Pájaro, es un Avión, es Saurio-Trueno |                             |                  |                                      |                                  |                           |
| 39     | Teacher's Pest                                             | El Dinoalumno                               |                             | Doug Molitor     |                                      |                                  |                           |
| 40     | Dino-Chips!                                                | El Dinoprocesador de Microcomputadoras      |                             |                  |                                      |                                  |                           |
| 41     | The Heart And Sole Of Bigfoot                              | El Dinomisterio de Pie Grande               |                             |                  |                                      |                                  |                           |
| 42     | Karatesaurus Wrecks                                        | Los Dinokaratecas                           |                             |                  |                                      |                                  |                           |
| 43     | Lochs And Bay Gulls                                        | El Monstruo del Lago                        |                             |                  |                                      |                                  |                           |
| 44     | The Trojan Horseasaurus                                    | Los Dinoancestros                           |                             |                  |                                      |                                  |                           |
| 45     | We're Off To See The Lizard                                | Bronto-T el Dinomago                        |                             |                  |                                      |                                  |                           |
| 46     | Seeing Purple                                              | Dinoenfermedad Contagiosa                   |                             |                  |                                      |                                  |                           |
| 47     | There's No Such Thing As Stego-Claws                       | Dinotortuguín-Claus                         |                             |                  |                                      |                                  |                           |
| 48     | Applesaucers                                               | Los Dinogranjeros                           |                             |                  |                                      |                                  |                           |
| 49     | Reduced For Clarence                                       | El Dinocirco                                |                             |                  |                                      |                                  |                           |
| 50     | Attack Of The Fur Balls                                    | El Ataque de los Peluchines                 |                             |                  |                                      |                                  |                           |
| 51     | Dinosaur Dundy                                             | Dinosaurio Dundy                            |                             |                  |                                      |                                  |                           |
| 52     | Those Reptilon Nights                                      | El Dinosecreto del Pterodáctilo Maltés      |                             |                  |                                      |                                  |                           |
| 53     | The Dinolympics                                            | Los Juegos Dinolímpicos                     |                             |                  |                                      |                                  |                           |
| 54     | Sara Had A Little Lambeosaurus                             | Sara y su Dinocompañero                     |                             |                  |                                      |                                  |                           |
| 55     | Beauty And The Bonehead                                    | La Bella Y Babalú                           |                             |                  |                                      |                                  |                           |
| 56     | The Museum Of Natural Humans                               | El Tiranomuseo de los Humanos               |                             |                  |                                      |                                  |                           |
| 57     | Saber-Tooth Or Consequences                                | Dientes de Sable                            |                             |                  |                                      |                                  |                           |
| 58     | Camp Tyranno                                               |                                             |                             |                  |                                      |                                  |                           |
| 59     | The Babysitter                                             | El Dinoniñero                               |                             |                  |                                      |                                  |                           |
| 60     | Toy-Ranno Store Wars                                       | La Dinojuguetería Bélica                    |                             |                  |                                      |                                  |                           |
| 61     | The T-Bone's Stakes                                        | Los Dinofiletes                             |                             |                  |                                      |                                  |                           |
| 62     | Scales Of Justice                                          | El peso de la justicia                      |                             |                  |                                      |                                  |                           |
| 63     | I Got Those 'Ol Reptilon Blues Again, Mommasaur            | El Regreso de los Dinoplatívolos            |                             |                  |                                      |                                  |                           |
| 64     | I was a Teenage Human                                      | La Dinotransformación de Frankiespinaco     |                             |                  |                                      |                                  |                           |
| 65     | The Friend                                                 |                                             |                             |                  |                                      |                                  |                           |

## Voces Inglés Original
- Len Carlson: Allo/Quackpot
- Rob Cowan: Tricero
- Marvin Goldhar: Bonehead/Bronto Thunder
- Dan Hennessey: Genghis Rex/Plesio
- Ray Kahnert: Stego
- Gordon Masten: Styraco
- Don McManus: Brachio
- Edie Mirman]: Teryx
- Simon Reynolds: Ryan
- Barbara Lynn Redpath: Sarah
- John Stocker: Ankylo/Terrible Dactyl
- Leslie Toth: David
- Chris Wiggins: Dimetro
- Thick Wilson: Ichy
- Richard Yearwood: Paul

## Voces Latinoamérica Doblaje
- Rafael Rivera: Allo/Quackpot (Alo/Orni)
- Rhual Rogers: Bonehead/Bronto Thunder/Genghis Rex (Babalu/Bronto Trueno)
- Raúl de la Fuente: Styraco (Espinaco) / Insertos
- Don McManus: Brachio
- Dulce María Romay: Teryx (Terry) (voz 1)
- Liza Willert: Teryx (Terry) (voz 2)
- Layda Alvarez Ponce: Sarah
- Alejandro Villeli: Dimetro (Demetrio)

## Voces España Doblaje
- Joaquín Muñoz: Allo
- Francisco Garriga: Genghis Rex (T-Rex)
- Antonio Gómez De Vicente: Quackpot (Pico de Pato)
- Mario Arpal: Bonehead
- Sergio Zamora: Ryan
- Alica Laorden: Sarah (Sara)
- Julia Gallego: Princess Dei (Princesa Dei)

## Otros Créditos
- Executive Producers: Benjamin Melniker, Michael E. Uslan, Andy Heyward
- Produced by: Michael Maliani
- Directed by: Stephan Martiniere
- Art Director: Pascal Morelli
- Animation Directors: Masanori Miura, Norimo Kashima
- Creative Supervision: Robby London, -with- Lori Crawford
- Production Supervisor: Winnie Chaffee, -assisted by- Bonnie Vitti
- Supervising Associate Producer: John O'Sullivan Francis Jr.
- Associate Producer: Mary Katherine Walker
- Production Coordinator: Julia Kim
- Production Assistants: Hatsue Abe, Terry Bugsch, Christopher Hammond, Weff Jernick, Craig Kelliher, María Mercado, Margaret Payne, William A. Ruiz, Julie Spielman, Minoru Terao, Kazuko Yamamoto
- Music by: Haim Saban, Shuki Levy
- Producer for K.K. DIC: Tetsuo Katayama
- Production Managers for K.K. DIC: Shigeru Akagawa, Hiroshi Toita
- Story Editors: Diane Duane, Brynne Stephens, -assisted by- Lydia Marano
- Storyboard Artists: Kent Butterworth, Adrián Gonzalez, Steve Gordon, Gordon Harrison, Jim Smith
- Original Drawings by: Craig Berman
- Designers: Pat Agnasin, Scott Anderson, Carlos Baldorado, Istvan Fellner, Lee Goe, Ernie Guanlao, Ron Harris, Shawn McManus, Chuck Patton, Stephanie Pyren
- Color Designers: Derdad Aghamalian, Allyn Conley, James Gallego, Larry Grossman, Marta Skwara, Donald Towns, Fred Warter
- Recording Supervisor: Marsha Goodman
- Casting: Patty Kirsch, Madeleine Bascom
- Recording Assistants: Rick Dempsey, Maureen Feinberg, Daniela Spiwak
- Voice Recording Director: Chuck Rubin, -assisted by- Paul Quinn
- Talent Coordinator: Jennifer Goldie
- Executives in Charge of Post Production: Mark M. Galvin, Thierry P. Laurin
- Supervising Sound Editor: Richard Bruce Elliott
- Dialogue Editor: Richard S. Gannon
- Supervising Music Editor: Marty Wereski
- Music Editor: Richard Poppenberg
- Format Editor: Lars Floden
- Sound Effects by: Zound FX, Johann Lenjlie, Rusell Brower
- Re-Recording Mixer: Jim Hodson, Michael Hamm, Michael Mancini
- Assistant Editors: Gregory K. Bowren, Heather C. Elliott, Theresa Gilroy, Terry Noss, Randy Payton, Michelle Rochester, Karen S. Rosenbloom, Robert D. Rule, Susan L. Vovsi, Donald Zappala
- Sound Transfer: Michael Cowan, Greg LaPlante
- Overseas Editors: Andy Atfield, Kelly Hall, Teresa Hannigan, John Harris, John Kelly, Richard Kelly, Steve Munro, Sheila Murray, Tim Roberts, Bill Ross, Jane Tattersall
- Pre-Production Animators: Greg Bailey, Hervé Bedard, Danica Bennett, Roxanne Ducharme, Mike Kaweski
- Video Tape Supervisor: Phil R. Defibaugh
- Video Tape Editors: V. Kim Latimer, Elvida Abella, Kenneth A. Fischer, -assisted by- Kimberly Cronin
- Post-Production Coordinators: Diane E. Crowley, Firooz Adelamini, Mel C. Cash

- Datos: Q1211137